# Abû Zayyan Ier
Abû Zayyan I ou Abu Zayyan Muhammed (en arabe :ابو زيان محمد) est le troisième sultan zianide du royaume de Tlemcen, au Maghreb central (Algérie). Fils de Abou Said Othman I, il a règne de 1303 à 1308. Il sera remplacé par son frère Abou Hammou Moussa Ier.

## Biographie
Cinq ans avant son accession au trône, sous le règne de son père Abu Sa'id Uthman I, les Mérinides, menées par le sultan Abu Yaqub Yusuf an-Nasr, arrivent devant les remparts de Tlemcen, lançant un des plus longs sièges de l'histoire, qui a duré huit ans  et trois mois. Muhammad arrive au trône après la mort de son père en 1304, la cinquième année du siège. Quand Abou Zayyan  prend le pouvoir, Tlemcen était épuisé et sa population (qui est restée loyale à la dynastie zianide et jusque là avait résisté avec courage) commence des négations afin d'arriver un compromis, cependant, le sultan zianide convaincra la ville de rassurer encore et forme une nouvelle armée afin de continuer la défense de la ville.
Les ambassadeurs d’Abu Zayyan négocient avec le sultan Nasride, Muhammad III, de soutenir un prétendent au trône Mérinide, un certain Uthman ibn Idris, qui débarque avec une armée de Grande et conquit Ceuta en 1306. Cependant le sultan Abu Ya'qub ignore cette menace et préfère continuer le siège de Tlemcen. En mai 1307, sultan Abu Yusuf Ya'qub a été assassiné pendant le siège. Son neveu Abu Thabit 'Amir choisi sagement d'abandonner le siège of Tlemcen pour confronter le rebêle Uthman ibn Idris à Ceuta.
Immédiatement après la fin du siège Abu Zayyan Muhammad et son frère Abu Hammou I lancent une campagne contre les tribus de l'est du royaume qui avaient soutenu ses ennemies, les banu Tudjin sont forcés de se soumettre et à payer un tribut, les tribus arabes sont repoussées dans le désert. Sur son retour à Tlemcen, il se dévouât à réparer les dégâts causés par le siège, mais décède peu après le 14 avril 1308.